# 마이크로소프트 스튜던트
마이크로소프트 스튜던트(Microsoft Student)는 학생들이 학교 과제를 하는데 도움을 주도록 설계된 마이크로소프트의 개발이 중단된 애플리케이션이다. 여기에는 엔카르타 및 여러 학생 전용 도구들(예: Learning Essentials라는 추가적인 마이크로소프트 오피스 템플릿)이 포함되었다. 그리고 마이크로소프트 워드와 같은 다른 마이크로소프트 애플리케이션들과 연동되었다. 데이터 인용, 엔카르타 사전, 연구 엔카르타 기능들을 그 예로 들 수 있으며 워드의 도구 모음으로 이용이 가능하다.
이 제품은 마이크로소프트 매스 언어와 문헌자료(책 요약), 연구 도구(예 온라인 버전의 엔카르타 접근권)도 포함하였다. 스튜던트 2006이 이 제품의 마지막 버전이며 새로운 버전은 마이크로소프트에 의해 2009년까지 매년 개발되었다.